# Roodkruinfiskaal
De roodkruinfiskaal (Laniarius ruficeps) is een zangvogel uit de familie Malaconotidae (bosklauwieren).

## Verspreiding en leefgebied
Deze soort komt voor in noordoostelijk Afrika en telt drie ondersoorten:
- L. r. ruficeps: noordwestelijk Somalië.
- L. r. rufinuchalis: Ethiopië en centraal en zuidelijk Somalië.
- L. r. kismayensis: zuidelijk Somalië en oostelijk Kenia.

## Status
De grootte van de populatie is niet gekwantificeerd maar de soort wordt omschreven als schaars tot plaatselijk algemeen. Op de Rode lijst van de IUCN heeft deze soort de status niet bedreigd.